# باولو برناردو
باولو برناردو (بالبرتغالية: Paulo Bernardo‏) هو نقابي وسياسي برازيلي، ولد في 10 مارس 1952 في ساو باولو في البرازيل. حزبياً، نشط في حزب العمال البرازيلي. وقد انتخب عضو مجلس النواب البرازيلي ‏.